# Віллі Нойбергер
Віллі Нойбергер (нім. Willi Neuberger, нар. 15 квітня 1946, Клінгенберг-ам-Майн, Окупована Німеччина) — німецький футболіст, що грав на позиції захисника.
Виступав, зокрема, за клуби «Боруссія» (Дортмунд) та «Айнтрахт», а також національну збірну Німеччини.
Дворазовий володар Кубка Німеччини. Володар Кубка УЄФА.

## Клубна кар'єра
Вихованець футбольної школи клубу «ТуС Реллфельд».
У дорослому футболі дебютував 1966 року виступами за команду клубу «Боруссія» (Дортмунд), в якій провів п'ять сезонів, взявши участь у 148 матчах чемпіонату. Більшість часу, проведеного у складі «Боруссії», був основним гравцем захисту команди.
Згодом з 1971 по 1975 рік грав у складі команд клубів «Вердер» та «Вупперталь».
1975 року перейшов до клубу «Айнтрахт», за який відіграв 8 сезонів. Граючи у складі «Айнтрахта» (Франкфурт-на-Майні) також здебільшого виходив на поле в основному складі команди. За цей час виборов титул володаря Кубка УЄФА. Завершив професійну кар'єру футболіста 1983 року виступами за команду цього клубу.

## Виступи за збірну
1968 року дебютував в офіційних матчах у складі національної збірної Німеччини. Протягом кар'єри у національній команді, яка тривала 5 років, провів у формі головної команди країни лише 2 матчі.

## Досягнення
- Володар Кубка Німеччини:

«Айнтрахт»: 1974–1975, 1980–1981
- Володар Кубка УЄФА:

«Айнтрахт»: 1979–1980